# Andrușul de Sus
Andrușul de Sus è un comune della Moldavia situato nel distretto di Cahul di 1.769 abitanti al censimento del 2004.